# Hydra (F-452)
Pour les articles homonymes, voir Hydra.
Le Hydra (F-452) (en grec : Φ/Γ Ύδρα) est une frégate, navire de tête de sa classe et vaisseau amiral de la marine hellénique. Le navire est construit dans le même chantier naval (Blohm + Voss) que la classe de frégates MEKO 200, sur laquelle est basée sa conception. Trois autres navires seront construits par Hellenic Shipyards Co. à Skaramangás au cours des années suivantes. Il s'agit du cinquième navire de la marine hellénique à porter le nom d'Hydra.

## Conception
En avril 1988, la marine hellénique approuve les quatre frégates de type MEKO 200 afin de moderniser sa flotte. Après un long processus de négociation, les contrats suivants sont signés pour réaliser le projet :
- Un contrat avec ΜΕΚΟ Consortium (MC), Blohm + Voss AG et Thyssen Rheinstahl Technik pour construire la frégate en Allemagne.
- Un second contrat avec MEKO Consortium pour fournir des pièces aux chantiers navals helléniques pour construire les trois autres frégates de la classe Hydra à Skaramangás, en Grèce

Le Hydra est le premier navire de sa classe, formant quatre frégates (Hydra, Spetsai, Psara, et Salamis) commandées par le gouvernement grec. Le navire est livré à la marine hellénique le 15 octobre 1992 et navigue pour la première fois dans les eaux grecques le 28 janvier 1993. Le blason de la frégate Hydra est le même que celui de son prédécesseur. Il est basé sur l’un des pavillons sous lesquels naviguaient les navires d’Hydra pendant la révolution de 1821.

## Historique

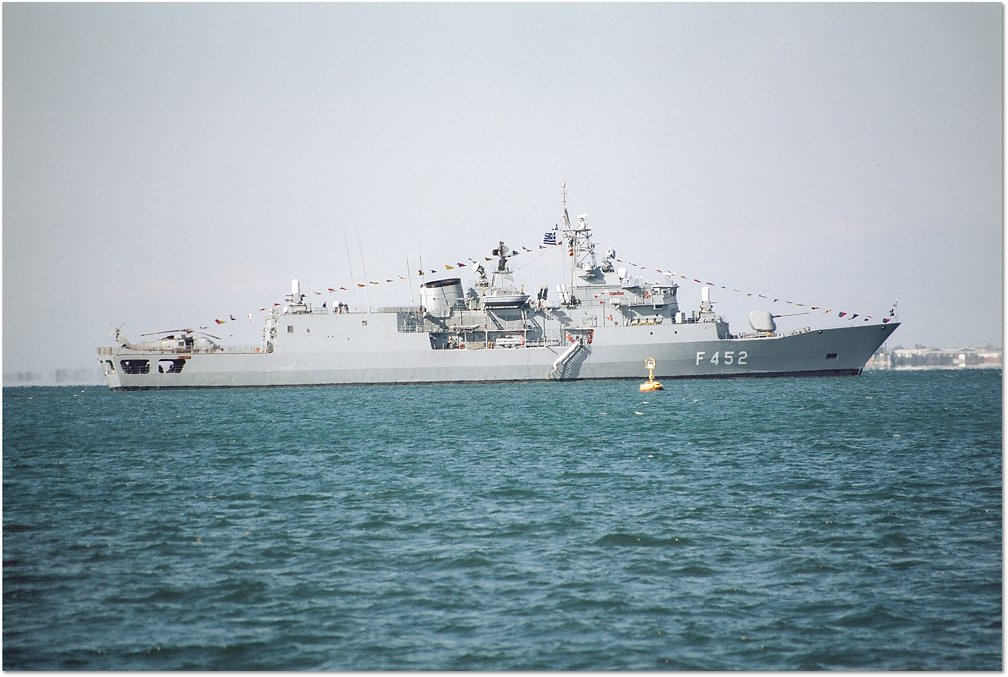
Le Hydra au port du Pirée le 30 janvier 2009.

Le 12 mai 2020, l'Hydra quitte son port de l'île de Salamine pour participer à l'opération Irini, mais le navire est endommagé pour des raisons inconnues et doit être remplacé par un autre navire de la même classe, le Spetsai.
En mars 2024, en réponse à la crise de la mer Rouge, le Hydra est déployée dans la mer Rouge pour l'opération Aspide, menée par l'Union européenne en réponse aux attaques des Houthis contre le transport maritime international en mer Rouge. Le 25 avril, la frégate tire sur deux drones à l'aide de son canon de 127 mm dans le cadre d'une mission d'escorte d'un navire marchand dans le golfe d'Aden : le premier est abattu et le second modifia sa trajectoire pour s'éloigner du navire marchand.